# Herschel Johnson
Herschel Vespasian Johnson (Atlanta, 3 de mayo de 1894-Charlotte, 16 de abril de 1966) fue un diplomático estadounidense, que se desempeñó como embajador en Suecia y Brasil y representante permanente interino ante las Naciones Unidas.

## Biografía

### Primeros años
Fue bisnieto del gobernador de Georgia Herschel Vespasian Johnson. Su familia se instaló en Charlotte (Carolina del Norte), graduándose en la Universidad de Carolina del Norte en Chapel Hill en 1916, especializándose en historia, idiomas y literatura. En 1917 se alistó en el ejército, y durante la Primera Guerra Mundial combatió en la 54.° Infantería de la Sexta División en Francia, primero como primer teniente, y luego como capitán.

### Carrera diplomática
Luego de la guerra, estudió en la Escuela de Derecho Harvard e ingresó al servicio exterior de los Estados Unidos. Se desempeñó como oficial del servicio exterior desde 1921 hasta 1953, y a lo largo de su carrera ocupó cargos en misiones diplomáticas estadounidenses en Europa, América Latina y las Naciones Unidas. En 1928 fue encargado de negocios ‘’ad interim’’ en Honduras y, en 1929, en México.
A comienzos de la Segunda Guerra Mundial, trabajando desde Londres, ayudó a refugiados judíos y se encargó de evacuar a los ciudadanos estadounidenses de la zonas en conflicto. En abril de 1939 transmitió la propuesta de mediación del presidente Franklin D. Roosevelt a los gobiernos de Alemania e Italia.
Se desempeñó como enviado extraordinario y ministro plenipotenciario en Suecia entre el 12 de diciembre de 1941 y el 28 de abril de 1946. Durante su estancia en Suecia, realizó esfuerzos humanitarios para salvar vidas de civiles y estuvo en contacto con Raoul Wallenberg. En abril de 1945, se encargó de las comunicaciones relacionadas con la propuesta de conversaciones de paz del oficial nazi Heinrich Himmler.
Posteriormente, se desempeñó como representante permanente adjunto de Estados Unidos en las Naciones Unidas en mayo de 1946, quedando a los pocos días a cargo interinamente de la misión tras la renuncia de Edward Stettinius Jr., hasta enero de 1947. Entre el 17 de noviembre y el 31 de diciembre de 1947 fue presidente del Consejo de Seguridad de las Naciones Unidas, siendo el primer estadounidense en el cargo. También representó a Estados Unidos en la Asamblea General de las Naciones Unidas.
Fue defensor del Plan de Partición de Palestina de 1947. El resultado del voto de la ONU se atribuye a su colaboración con el representante soviético Andréi Gromyko. Ambos estuvieron juntos en este tema e instaron a la Asamblea General a no demorar su decisión, sino a votar a favor de la partición de una vez, oponiéndose a los esfuerzos de última hora de las delegaciones árabes para lograr un compromiso.
En 1948, fue nombrado embajador extraordinario y plenipotenciario en Brasil. Allí se encargó de negociar programas de ayuda estadounidense al desarrollo económico brasileño y firmó numerosos acuerdos bilaterales, entre ellos de cooperación técnica y un pacto de asistencia militar.
En 1953 se retiró del servicio exterior y en 1958 fue miembro de la Comisión Constitucional de Carolina del Norte. Falleció en 1966.

## Conmemoraciones
- Gran cruz de la Orden de la Cruz del Sur (1953).